# Charles Alexandre Lesueur

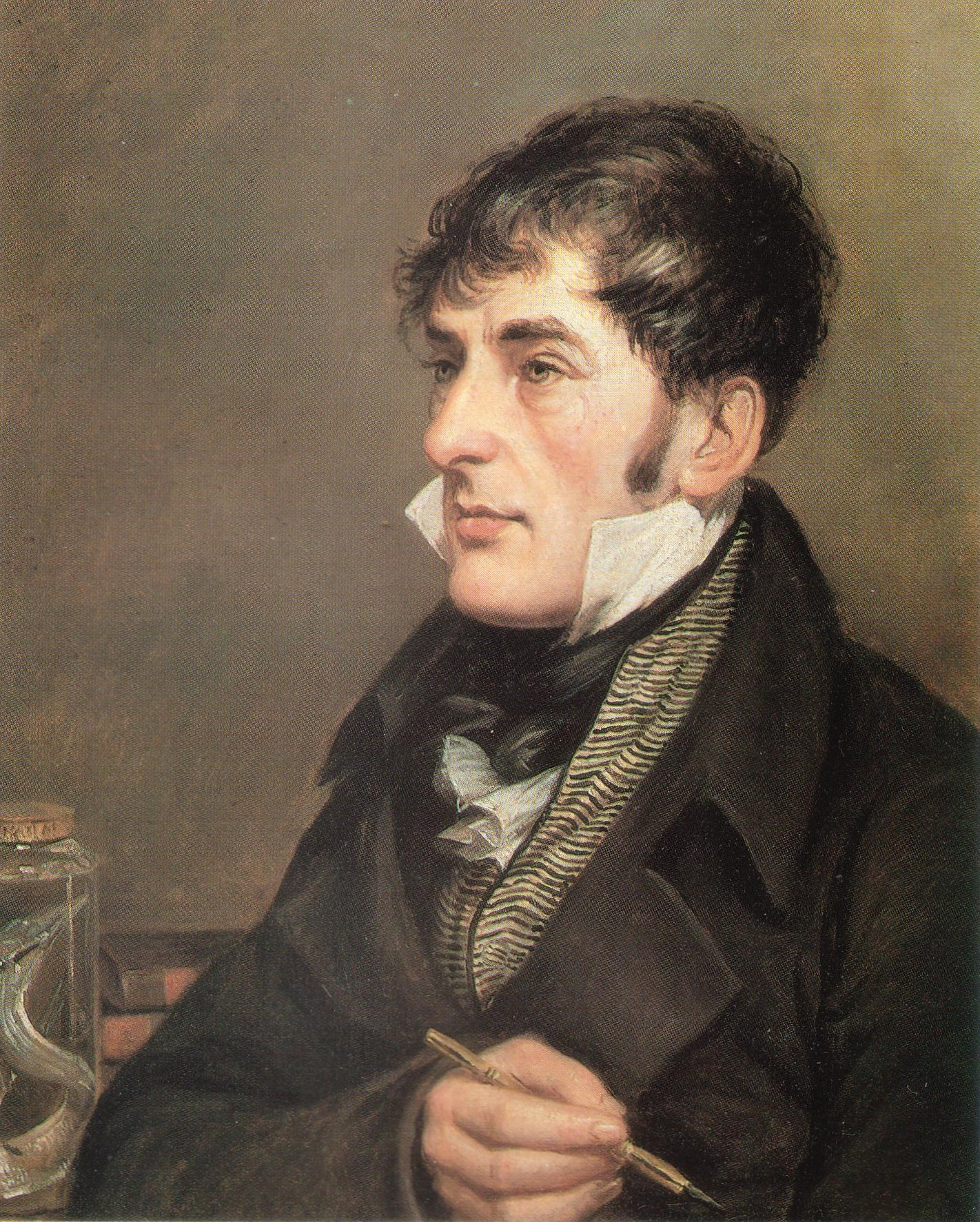
Charles Alexandre Lesueur

Charles Alexandre Lesueur (1 januari 1778, Le Havre - 12 december 1846) was een Franse natuuronderzoeker en kunstenaar.
In 1801 reisde hij naar Australië als tekenaar in de expeditie met Nicolas Baudin. Samen met François Péron nam hij de werkzaamheden over als natuuronderzoeker na de dood van de zoöloog van de expeditie, René Maugé. Ze verzamelden meer dan 100.000 zoölogische specimens. Tussen 1815 en 1837 woonde hij in de Verenigde Staten. Hij schetste de eerst bekende tekening van het huis van William Henry Harrison. 
In 1845 werd hij aangesteld als conservator van Musee d'Histoire Naturelle du Havre, het natuurhistorisch museum in Le Havre.
Het nationaal park Lesueur in West-Australië is naar hem vernoemd.
- Art Gallery of South Australia: 9780
- Bibsys: 11082971
- Bibliothèque nationale de France: cb15399533r (data)
- Dictionary of Australian Artists: charles-alexandre-lesueur
- Stuttgart Database of Scientific Illustrators 1450–1950: 705
- Gemeinsame Normdatei: 119227711
- International Standard Name Identifier: 0000 0001 0989 9903
- Library of Congress Control Number: n50050358
- Base Léonore: LH//1618/17
- National Gallery of Victoria: 5959
- Nationale Bibliotheek van Israël: 987007373712005171
- Nederlandse Thesaurus van Auteursnamen: 095071431
- RKD-Nederlands Instituut voor Kunstgeschiedenis: 49617
- SNAC: w61g1546
- Système universitaire de documentation: 034883495
- Trove: 903614
- Union List of Artist Names: 500027937
- Virtual International Authority File: 76619647
- WorldCat: E39PBJyGWMctPvf9qmfdbcFVG3